# George McGovern
George Stanley McGovern, född 19 juli 1922 i Avon, South Dakota, död 21 oktober 2012 i Sioux Falls, South Dakota, var en amerikansk politiker. Han var ledamot av representanthuset 1957-1961 och senator 1963-1981 för demokraterna.

## Biografi
McGovern var presidentkandidat för demokraterna i presidentvalet i USA 1972, men förlorade stort mot Richard Nixon. Nixons kampanj använde sig av olagliga metoder i valet för att besegra McGovern. Dessa avslöjades senare och blev kända som Watergateskandalen.
McGovern meddelade 2007 på en kampanjtillställning i Johnson County, Iowa att han stödde senator Hillary Clinton i presidentvalet i USA 2008. Efter Barack Obamas framgångar i demokraternas primärval ändrade McGovern sig. Han meddelade i maj 2008 att han stödde Obama och framförde sin önskan att Clinton skulle erkänna sig besegrad. McGovern uppträdde 16 maj tillsammans med Obama i Sioux Falls och sade i sin hyllning till senatorn från Illinois att Obama kan bli en ny Abraham Lincoln ("Illinois gave us Abraham Lincoln. The state may have now given us a second Abraham Lincoln.")